# I Need Some Fine Wine and You, You Need to Be Nicer
«I Need Some Fine Wine and You, You Need to Be Nicer» es una canción del grupo sueco de rock The Cardigans, primer sencillo de su sexto disco de estudio, Super Extra Gravity. El sencillo salió al mercado el 21 de septiembre de 2005 en Escandinavia, siendo lanzado en Canadá cinco días después y alcanzando al resto de Europa el 3 de octubre de 2005. El sencillo incluye como lado B For the Boys, que fue una canción extra incluida en el lanzamiento para el mercado estadounidense de su disco anterior, Long Gone Before Daylight.
Un videoclip de la canción fue publicado en YouTube, siendo dirigido por Martin Renck y Jakob Ström.

## Posición en listas
| Listas (2005)                      | Posición más alta |
| ---------------------------------- | ----------------- |
| Alemania (Germany Singles Top 100) | 93                |
| Reino Unido (UK Singles Top 75)    | 59                |
| Suecia (Sverigetopplistan)         | 3                 |